# Застава џаинизма
Застава џаинизма приказује централне симболе џаинизма. Три тачке представљају „три драгуља” — исправне намере, исправно знање и исправне поступке. Краци свастике симболизују четири нивоа инкарнације: рођење или поновно рођење (1) у паклу; (2) у облику инсеката, биљака или животиња; (3) у облику људи; и (4) у облику духова или демона. Полумесец представља каиваљу (моксха у хиндуизму) или ослобођење.
Хоризонталне пруге на застави означавају: чистоћу (црвена), једноставан начин живота (жута), аскетизам (бела), вегетаријанство (зелена) и ненасиље према свим живим бићима — ахимса (плава).